# Sakra, la légende des demi-dieux
Pour plus de détails, voir Fiche technique et Distribution.
Sakra, la légende des demi-dieux est un film d'action chinois et hongkongais réalisé par Donnie Yen et Ka-Wai Kam, sorti en 2023.

## Synopsis
Qiao Feng, chef du puissant gang des mendiants, est accusé d'être Khitan d'origine et non Song, d'avoir assassiné un autre chef du gang, Ma Duyang, ainsi que ses parents adoptifs et le grand maître du temple de Shaolin.
Il s'enfuit mais, amoureux d'une jeune femme blessée, Azhu, experte en déguisements, il la ramène au gang des mendiants pour la confier à un médecin seul capable de la soigner.
Il échappe de peu à ses anciens amis, sauvé par un mystérieux intervenant masqué. Azhu, guérie, le rejoint et l'aide à découvrir que Ma Duyang a été tué par sa propre épouse. Ils vont tous deux retrouver Duan Zhengchun, présenté comme le chef de la conspiration.
En réalité Duan Zhengchun, en qui Azhu reconnaît son propre père, n'a pas joué ce rôle et Azhu meurt tuée par Qiao Feng après avoir pris l'apparence de son père afin de le sauver. Qiao Feng part pour combattre les vrais conspirateurs et surtout Fu Murong, un chef visant la déstabilisation de l'empire Song, qui est derrière toute cette affaire.
Il vainc Fu Murong et se réfugie à la frontière pour élever des moutons, comme il l'avait prévu avec sa fiancée. Mais le père de Murong réapparaît, sauve son fils et se montre près à se venger.

## Fiche technique
Sauf indication contraire, les informations mentionnées dans cette section peuvent être confirmées par les bases de données cinématographiques IMDb et Allociné,  présentes dans la section « Liens externes ».
- Titre original : 天龍八部之喬峯傳
- Réalisation : Donnie Yen
- Scénario : Chen Li, Wei Zhu, Louis Cha, He Ben, Sheng Lingzhi, Lejing Shen et Xu Yifan
- Musique : Li Ka-wing
- Décors :
- Costumes : Thomas Chong
- Photographie : Chan Chi-ying
- Montage : Li Ka-wing
- Son :
- Production : Yue Cui, Huang Zhuo-qin, Tao Lu, Tao Mu et Ying Wang
  - Coproduction : Li Jie, Sun Zhong-huai, Yue Wu, Yang Xiang-hua et Peter Zheng
  - Supervision de la production : Liu Zhe, et Zhu Wei-jie
  - Production déléguée : Wong Jing et Donnie Yen
- Sociétés de production : Wishart Media, Mandarin Motion Pictures, Shaw Brothers et Jing's Production Ltd.
- Sociétés de distribution : Eurozoom
- Pays de production :  Chine et  Hong Kong
- Langue originale : mandarin et cantonais
- Format : couleur — 2,35:1
- Genre : Action
- Durée : 130 minutes
- Dates de sortie :
  - Hong Kong : 19 janvier 2023
  - Chine : 21 janvier 2023
  - France : 10 mai 2023

## Distribution
Sauf indication contraire ou complémentaire, les informations mentionnées dans cette section proviennent du générique de fin de l'œuvre audiovisuelle présentée ici.
- Donnie Yen (VF : David Manet) : Qiao Feng
- Yuqi Chen (VF : Laëtitia Liénart) : Azhu
- Grace Wong (en) : Ma Kang Min, épouse de Ma Dayuan
- Yuming Du : Bai Shijing
- Wu Yue (en) (VF : Félix Lobo) : Murong Fu
- Cheung Siu-fai (VF : Olivier Piechaczyk) : Duan Zhengchun
- Cya Liu (en) (VF : Lola Ledran) : Azi, fille de Duan Zhengchun
- Kara Hui : Ruan Xingzhu, épouse de Duan Zhengchun
- Yuen Cheung-yan (VF : Antoine Morin) : Xue Muhua, le médecin
- Hua Yan : Ma Dayuan
- Ray Lui (VF : Joël Delsaut) : Murong Bo, père de Murong Fu

## Production
Le film est adapté du roman Demi-dieux et semi-démons (en) de Jin Yong, déjà porté au cinéma (notamment dans Demi-Gods and Semi-Devils en 1982) et à la télévision.

## Accueil

### Accueil critique
En France, le site Allociné propose une moyenne de 3,3⁄5, fondée sur 20 critiques de presse.
Pour Eklecty-City « Les scènes de combat sont excellemment chorégraphiées. A défaut d’avoir une réalisation soignée et une mise en scène recherchée » .